# Raz Nitzan
Raz Nitzan és un DJ, productor, i compositor neerlandès que treball amb diversos pseudònims.
Alguns dels pseudònims/projectes de Raz Nitzan inclouen: Solid Globe, In Full Color, Maurice Night, Speaking Sins, The Nickelson Night Project, Raz & Adrian, Night & Day, Heart Drive i A. Z. & Bar. B..
Va aconseguir els seus majors èxits amb Solid Globe (un grup de trance, juntament amb Nic Vegter), In Full Color (juntament amb la cantant Bibiënne Vossepoel) i amb Stuart (juntament amb la cantant Maxine). Sota Solid Globe, Raz Nitzan va estar al Dance Top 30 a la posició número 2 amb la seva cançó de trance "North Pole". I amb In Full Colors la cançó "Not The First" va arribar al número 38 del Dutch Top 40. "Free (Let It Be)" i "Fuel To Fire", cançons que va escriure juntament amb Adrian Broekhuyse i per a l'escena house i dance "Stuart", van entrar al Top 40 el 2003. "Free (Let It Be)" va arribar al número 13 i "Fuel To Fire" va arribar al número 23.
Raz Nitzan ha col·laborat amb noms com Armin van Buuren, Ferry Corsten, Blank & Jones, Re:Locate, Markus Schulz, Don Diablo, Ernesto Vs Bastian.

## Discografia

### Produccions vocals
- 16 Bit Lolitas & Raz Nitzan Feat. Jennifer Horne "Feel I'm Falling (The Break)" (¹)(²)
- Armin van Buuren Feat. Elles de Graaf - "The Sound Of Goodbye" (¹)(²)
- Perpetuous Dreamer Feat. Elles - "The Sound Of Goodbye"(¹)(²)
- Perpetuous Dreamer Feat. Elles - "Dust.wav" (¹)(²)
- Armin van Buuren Feat. Susana - "Shivers" (¹)(²)
- Armin van Buuren Feat. Susana - "If U Should Go" (¹)(²)
- Armin van Buuren Feat. Cathy Burton - "Rain" (¹)(²)
- Armin van Buuren Feat. Cathy Burton - "I Surrender" (¹)(²)
- Armin van Buuren Feat. Elles de Graaf - "The Sound Of Goodbye" 2007 remixes reissue (¹)(²)
- Armin van Buuren Feat. Ana Criado - "Down To Love" (¹)(²)
- Armin van Buuren Feat. Jessie Morgan - "Love Too Hard" (¹)(²)
- Armin van Buuren Feat. Denise Rivera - "Face To Face" (¹)
- Elles de Graaf Feat. Ferry Corsten - "Show You My World" (¹)(²)
- Elles de Graaf Feat. Greg Murray - "Circles of Why" (¹)(²)
- Susana - "Closer" Album (¹)(²)
- Max Graham Feat. Neev Kennedy - "Sun In The Winter" (¹)(²)
- Max Graham Feat. Ana Criado - "Nothing Else Matters" (¹)(²)
- Bart Claessen Feat. Denise Rivera - "Catch Me (Playmo)" (¹)(²)
- Bart Claessen Feat. Simon Binkenborn - "First Light" (¹)(²)
- DJ Jose - "Forever (Gone Forever)" (¹)(²)
- Robbie Rivera Feat. Denise Rivera - "Back To Zero" (¹)(²)
- Robbie Rivera Feat. Carol Lee - "No Nobody" (¹)(²)
- Robbie Rivera Feat. Simon - "Closer To The Sun" (¹)(²)
- Bingo Players vs Chocolate Puma ft. Michelle David "Disco Electrique" (¹)(²)
- Richard Durand feat. Simon - "Always The Sun" (¹)(²)
- Richard Durand feat. Simon - "No Way Home" (¹)(²)
- Richard Durand feat. Carol Lee - "The City Never Sleeps" (¹)(²)
- Push Feat. Sir Adrian - "This Place" (¹)(²)
- DJ Emjay Feat. Sir Adrian - "Stimulate" (¹)(²)
- 16 Bit Lolitas pres. The Doppler Effect Feat. Carol Lee - "Beauty Hides In The Deep" (¹)(²)
- Andy Prinz Feat. Sir Adrian - "Find Again Some Faith" (¹)(²)
- Andy Prinz Feat. Naama Hillman - "The Quiet Of Mind" (¹)(²)
- Andy Prinz Feat. Naama Hillman - "Lost Inside The Senses" (¹)(²)
- Blank &amp; Jones Feat. Elles - "Catch" (¹)
- Blank & Jones Feat. Elles - "Mind Of The Wonderful" (¹)(²)
- Blank & Jones Feat. Elles - "Flaming June" (¹)(²)
- Blank & Jones Feat. Elles - "Closer To Me" (¹)(²)
- Blank & Jones Feat. Anne-Chris - "Rio Loungin" (¹)(²)
- Bart Claessen Barthezz Feat. Simon Binkenborn "First Light" (¹)(²)
- Cosmic Gate Feat. Denise Rivera - "Body Of Conflict" (¹)(²)
- Cosmic Gate Feat. Roxanne Emery - "A Day That Fades" (¹)(²)
- Cosmic Gate Feat. Sir Adrian - "A Mile In My Shoes" (¹)(²)
- Empyreal Sun Feat. Elles - "From Dark To Light" (¹)(²)
- Ferry Corsten Feat. Denise Rivera - "Possession" (¹)(²)
- Ferry Corsten Feat. Maria Nayler - "We Belong" (¹)(²)
- Ferry Corsten Feat. Denise Rivera - "On My Mind" (¹)(²)
- Ferry Corsten Feat. Esmee Bor Stotijn - "It's Time" (¹)(²)
- Ferry Corsten Feat. Esmee Bot Stotijn - "Whatever" (¹)
- Ferry Corsten presents Cyber F Feat. Carolina - "The Midnight Sun" (¹)(²)
- Rex Mundi Feat. Susana - "Nothing At All" (¹)(²)
- Alex Morph Feat. Ana Criado - "Sunset Boulevard" (¹)(²)
- Alex Morph Feat. Simon - "No Regret" (¹)(²)
- Stuart Feat. Maxine - "Fuel To Fire" (¹)(²)
- Stuart Feat. Maxine - "Free (Let It Be)" (¹)(²)
- Re:Locate Feat. Susana - "Escape" (¹)(²)
- Re:Locate Feat. Rebeka - "Silver Morning Sun" (¹)(²)
- Ernesto Vs Bastian feat. Susana - "Dark Side Of The Moon" (¹)(²)
- Ernesto Vs Bastian feat. Susana - "Stranger In Paraise" (¹)(²)
- Julian Vincent ft. Cathy Burton "Certainty" (¹)(²)
- Julian Vincent ft. Cathy Burton "No End Seems Right" (¹)(²)
- Julian Vincent ft. Cathy Burton "Here For Me" (¹)(²)
- Julian Vincent ft. Jessie Morgan "Shadows The Sun" (¹)(²)
- Espen Gulbrendsen & DJ Julian Vincent ft. Maria Nayler "Perfect Sky" (¹)(²)
- DJ Joop & Leon Bolier Feat. Denise Rivera "Hold On" (¹)(²)
- Leon BolierFeat. Simon "Finally Found"(¹)(²)
- Bobina Feat. Elles de Graaf - "Lighthouse" (¹)(²)
- Bobina Feat. Elles de Graaf & Anne Chris - "Time & Tide" (¹)(²)
- Bobina Feat. Mariske Hekkenberg - "Slow" (¹)
- Ronski Speed with Stoneface & Terminal Feat. Sylvia Brandse - "Drowning Sunlight" (¹)(²)
- Ronski Speed presents Sun Decade Feat. Monique Vermeer - "Have It All" (¹)(²)
- Ronski Speed Feat. Sir Adrian - "The Space We Are" (¹)(²)
- Ronski Speed Feat. Sir Adrian - "Clear Your Mind" (¹)(²)
- Ronski Speed Feat. Julie Scott (Can of Be) - "Love All The Pain Away" (¹)(²)
- Ronski Speed Feat. Ana Criado - "The deep Divine" (¹)(²)
- Ronski Speed Feat. Ana Criado - "A Sign" (¹)(²)
- Stoneface & Terminal Feat. Denise Rivera "Inner Voice" (¹)(²)
- Markus Schulz Feat. Alexandra Scholten - "Sorrow Has No Home" (¹)(²)
- Markus Schulz Feat. Ana Criado - "Surreal" (¹)(²)
- Markus Schulz Feat. Susana - "Unsaid" (¹)(²)
- Markus Schulz Feat. Sir Adrian - "Away" (¹)(²)
- Don Diablo Feat. Adrian - "Smoked Reality" (¹)(²)
- Don Diablo & Geert Huinink Feat. Cyrille - "A Decade Of Dance" (¹)(²)
- Ton T.B. Feat. Carol Lee - "Evolve As One" (¹)(²)
- Ton T.B. Feat. Roxanne Emery - "The Real Thing" (¹)(²)
- Bardo Project - "Paradis / Cover Me / Say The Words" (¹)(²)
- Mac Zimms presents Seraque Feat. Elles de Graaf - "Gravity" (¹)(²)
- DJ Shog Feat. Ai Ming Oei - "Turn Your Heart" (¹)(²)
- Mind One Feat. Rebekka Thenu - "Hurt Of Intention" (¹)(²)
- DJ Jeroenski feat. Michelle David "Move your Body" (¹)(²)
- Talla 2XLC feat. Naama Hillman - "No Inbetween" (¹)(²)
- Talla 2XLC feat. Susana - "I Know" (¹)(²)
- Aly & Fila feat. Denise Rivera "My Mind Is With You" (¹)(²)
- Mike Nichol feat. Elles de Graaf "So Far Away" (¹)(²)
- Andrew Bennett feat. Sir Adrian "Run Till you Shine" (¹)(²)
- Andrew Bennett feat. Mariske Hekkenberg "Age of Love 2010" (¹)(²)
- Raz Nitzan & Kate Louise Smith - This Time (Last Soldier Remix) 2022" (¹)(²)
- Raz Nitzan & Elara - Paralyzed (Last Soldier & Farnoodex Remix) 2022" (¹)(²)

### Produccions
- Embrace - Embrace (¹)(²)
- Solid Globe - "North Pole / South Pole" (¹)(²)
- Solid Globe - "Sahara / Kalahari" (¹)(²)
- Solid Globe - "Lost Cities / Found" (¹)(²)
- Solid Globe - "Black Wood / Crystal Water" (¹)(²)
- The Nickelson Night Project - "Screen Saviour / LectroGlide" (¹)(²)
- Nickelson - "Yin" (¹)(²)
- Who.Is "We.Are / 909+" (¹)(²)
- A Situation - "The Situation" (¹)(²)
- A Situation - "The Morning Sun" (¹)(²)
- Heart Drive - "Paint me In Sadness" (¹)(²)
- In Full Color - "Not The First" (¹)(²)
- In Full Color - " Into My Life" (¹)(²)
- Night & Day - "Let Me Know" (¹)(²)
- Night & Day - "Tribute" (¹)(²)
- Night & Day - "Orient Xpress" (¹)(²)
- Speaking Sins - "Liberation / Distance" (¹)(²)
- Speaking Sins - "Escape / Riptide" (¹)(²)
- A.Z & Bar B - "She Questions" (¹)(²)
- DJ Soulitude Feat. Maxine - "Supernatural" (¹)(²)
- DJ Alfarez Feat. Maxine - "Rock The Boat" (¹)(²)

(¹) = coproductor
 (²) = coescriptor/coproductor